# Communauté de communes de la Vallée de la Vologne
La Communauté de communes de la Vallée de la Vologne est une ancienne communauté de communes française, qui était située dans le département des Vosges et la région Lorraine.

## Histoire
Le 1er janvier 2014, la structure fusionne avec les communautés de communes de l'Arentèle-Durbion-Padozel et du Canton de Brouvelieures pour donner naissance à la Communauté de communes Vologne-Durbion,.

## Composition
Elle était composée de 18 communes :
- Beauménil
- Bruyères (siège)
- Champ-le-Duc
- Charmois-devant-Bruyères
- Cheniménil
- Deycimont
- Docelles
- Faucompierre
- Fays
- Fiménil
- Laval-sur-Vologne
- Laveline-devant-Bruyères
- Laveline-du-Houx
- Lépanges-sur-Vologne
- La Neuveville-devant-Lépanges
- Prey
- Le Roulier
- Xamontarupt

## Administration
| Période                                  | Période          | Identité      | Étiquette | Qualité                                     |
| ---------------------------------------- | ---------------- | ------------- | --------- | ------------------------------------------- |
| Les données manquantes sont à compléter. |                  |               |           |                                             |
|                                          | 1er janvier 2014 | André Claudel |           | Maire de Lépanges-sur-Vologne (depuis 1981) |